# Record Store Day
Record Store Day é um evento anual inaugurado em 2007 para "celebrar a cultura das lojas de discos de propriedade independente". É realizado em um sábado (normalmente o terceiro) todo mês de abril e durante toda Black Friday em novembro, o dia reúne fãs, artistas e milhares de lojas de discos independentes em todo o mundo.  Vários discos são prensados especificamente para o Record Store Day, com uma lista de lançamentos para cada país, e são distribuídos apenas para as lojas participantes do evento.
A Record Store Day está sediada nos Estados Unidos, onde começou. Os organizadores oficiais operam no Reino Unido, Irlanda, México, Europa, Japão e Austrália.

## História

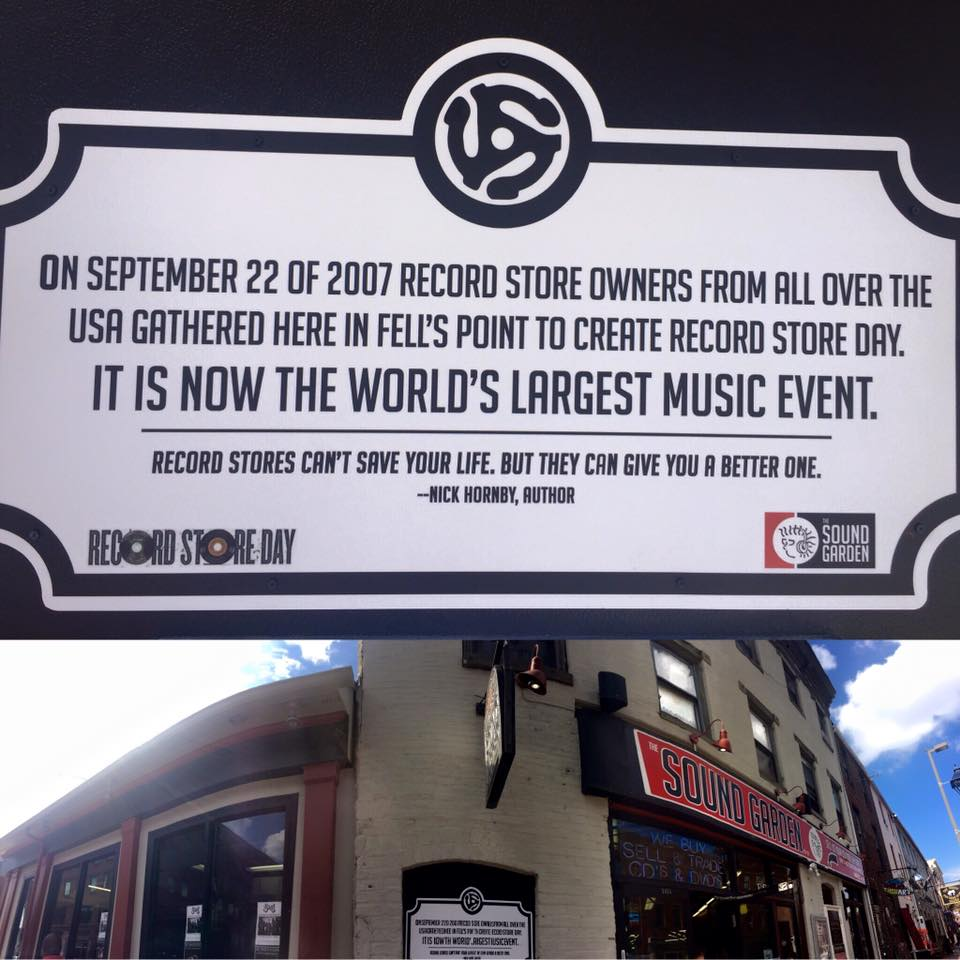
Placa comemorativa da criação do Record Store Day

Originalmente apresentado como uma ideia para criar um evento semelhante ao Free Comic Book Day  por Chris Brown da Bull Moose Music e Eric Levin da Criminal Record, o conceito para o Record Store Day foi criado durante uma sessão de brainstorming em uma reunião de proprietários de lojas de discos independentes em Baltimore, Maryland.   Record Store Day foi fundado em 2007 por Eric Levin, Michael Kurtz, Carrie Colliton, Amy Dorfman, Brian Poehner e Don Van Cleave, e agora é comemorado em lojas ao redor do mundo, com centenas de gravadoras e outros artistas participando do dia fazendo aparições especiais, apresentações, encontros e cumprimentos com seus fãs, a realização de arrecadação de fundos para organizações sem fins lucrativos da comunidade e a emissão de lançamentos especiais de vinil e CD, juntamente com outras ofertas promocionais para marcar a ocasião.

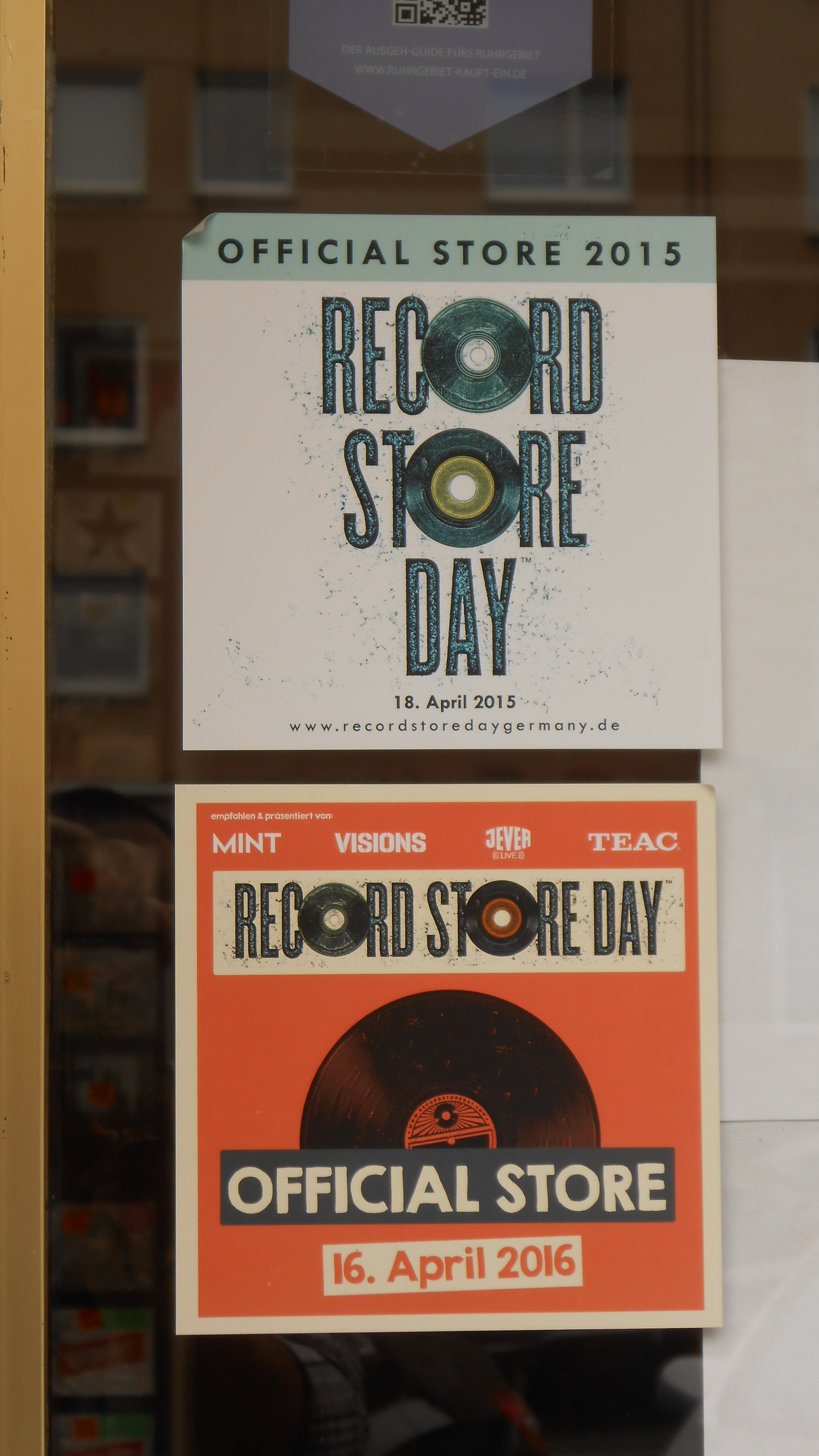
Adesivo de uma loja participante do Record Store Day

Cada loja realiza seu próprio evento para o dia, para celebrar seu lugar em sua comunidade. Embora o Record Store Day, o dia, ocorra apenas uma vez por ano, o Record Store Day, a organização, oferece promoções, marketing e outras oportunidades para as lojas ao longo do ano, mantendo um site, mídia social e outros meios de divulgar seus pontos de vista sobre o valor das lojas de discos independentes. O Record Store Day é gerenciado diariamente pelo Departamento de Lojas de Discos, juntamente com a Coalition of Independent Music Stores e a Alliance of Independent Media Stores. 

## Impacto
O gerente de vendas da Universal Music, Marc Fayd'Herbe, descreveu o Record Store Day como "a melhor coisa que já aconteceu" para as lojas de discos independentes.  O evento de 2013 foi creditado com as maiores vendas de vinil nos Estados Unidos,  e a edição de 2014 resultou em varejistas independentes registrando a maior porcentagem de vendas de álbuns físicos, desde que o sistema SoundScan foi lançado em 1991.  Em seus prêmios Libera de 2015, a Associação Americana de Música Independente concedeu ao Record Store Day seu prêmio "Marketplace Ally".  O Record Store Day 2016 produziu a maior semana de vendas para o formato LP de vinil desde o lançamento do SoundScan. 
No Reino Unido, o evento foi criticado por atender colecionadores de discos, em vez de fãs de música casuais, e atrasar o lançamento de discos não afiliados ao monopolizar a capacidade das fábricas de prensagem de discos.  Grandes gravadoras foram acusadas de "sequestrar o evento", e a política das lojas serem obrigadas a comprar sem retorno foi criticada, junto com muitos dos lançamentos limitados sendo revendidos online em poucas horas, a preços inflacionados.  
Algumas lojas durante a pandemia do COVID-19 pressionaram por uma reformatação do evento, sugerindo até mesmo que a iniciativa corria o risco de prejudicar seus negócios devido a problemas na cadeia de suprimentos. 

## Record Store Day por ano

### 2008
O Metallica abriu o evento no Rasputin Music em Mountain View, Califórnia, em 19 de abril de 2008. Houve aproximadamente 10 lançamentos especiais do Record Store Day no primeiro ano, incluindo lançamentos de Death Cab For Cutie, R.E.M., Stephen Malkmus, Vampire Weekend, The Teenagers, Black Kids e Jason Mraz. Aproximadamente 300 lojas participaram do Record Store Day nos Estados Unidos.
O cantor e compositor inglês Billy Bragg conheceu o co-fundador do Record Store Day, Michael Kurtz, em um aeroporto e concordou em ajudar a iniciar o Record Store Day no Reino Unido com uma apresentação especial ao vivo. O primeiro envolvimento organizado pelas lojas do Reino Unido incluiu Piccadilly Records (Manchester), Jumbo Records (Leeds), Resident (Brighton), Sister Ray (Londres), Rough Trade (Londres), Rapture (Witney), Spillers (Cardiff, País de Gales) e Avalanche Records (Edinburgo e Glasgow, Escócia).

### 2009
O segundo Record Store Day anual foi comemorado no sábado, 18 de abril de 2009, com cerca de 85 lançamentos especiais e cerca de 500 aparições de artistas, incluindo Slayer, Tom Waits, Bob Dylan, Leonard Cohen, Iron & Wine, The Stooges, MC5, Wilco, Disturbed, Killswitch Engage, Erykah Badu, Talib Kweli e The Eagles of Death Metal. Eagles of Death Metal fez uma aparição na Rhino Records. O prefeito Michael Bloomberg anunciou que a cidade de Nova York reconheceu oficialmente o Record Store Day como um evento municipal e os juízes do American Idol falaram sobre seus discos favoritos em homenagem ao Record Store Day no episódio do American Idol antes do evento. 95% dos lançamentos especiais feitos para o Record Store Day foram para os Estados Unidos; no entanto, o evento começou a crescer internacionalmente com a participação de mais de 1.000 lojas de discos nos Estados Unidos, Reino Unido, Irlanda, Japão, Canadá, Itália, Suécia, Noruega, Holanda e Alemanha.

### 2010
O terceiro Record Store Day anual ocorreu no sábado, 17 de abril de 2010. O embaixador oficial do evento foi Joshua Homme.  O livro oficial do evento foi Last Shop Standing: Whatever Happened to Record Shops? por Graham Jones. Gary Calamar e Phil Gallo da KCRW também lançaram seu livro autopublicado, "Record Store Days", sobre lojas de discos independentes, com citações de artistas fornecidas por www.recordstoreday.com usadas ao longo do livro e um capítulo dedicado ao Record Store Day. O prefeito de Nova York, Michael Bloomberg, e a cidade de Nova York mais uma vez homenagearam o dia. Anything Anything with Rich Russo lançou um álbum de vinil de bandas locais que se apresentavam em seu programa de rádio e organizou uma turnê de ônibus visitando as lojas de discos de Nova York e Nova Jersey. Vários artistas fizeram aparições em lojas para marcar o evento: The Smashing Pumpkins promoveu seu novo álbum com um show do Record Store Day no Amoeba em Hollywood. Outros artistas que anunciaram participações especiais incluíram Frank Black, Exene Cervenka, Angie Stone, Jason Derulo, Alice in Chains, Mastodon, Josh Ritter, HIM, Slash, Sick Puppies, Care Bears on Fire e Emmylou Harris. Jovens artistas mostraram seu talento no concurso nacional "Dia da Loja de Discos: Batalha das Bandas do Ensino Médio", no qual as lojas de discos independentes participantes selecionaram e inscreveram uma faixa gravada por uma banda de colégio local. Um painel de executivos de gravadoras e membros da Fender Corporation julgou os participantes. Nove semifinalistas nacionais foram escolhidos para aparecer em uma edição limitada, uma compilação em LP de vinil de suas canções vencedoras. A banda vencedora do grande prêmio, SANUK, indicada pela loja de discos Indy CD & Vinyl de Indianápolis, Indiana, recebeu um pacote de equipamento musical da Fender Corporation e uma gravação com Jack Ponti e Kevin "The Caveman" Shirley. O concurso foi patrocinado pela Caroline Distribution, EMI Label Services, Fender e Fender Music Foundation.
Além do concurso Band Battle, muitas lojas de discos participantes tiveram um alinhamento de talentos ao vivo ao longo do dia. Em 2010, participaram cerca de 1.400 lojas de discos independentes, cerca de 1.000 dos Estados Unidos. As lojas de discos tiveram um aumento de 41% nas vendas em relação à comemoração do ano anterior e um aumento de 109% em relação às vendas do sábado anterior.  Naquele ano o evento foi referenciado no Saturday Night Live.  Durante o ano, também foi realizado o primeiro Black Friday Record Store Day, em 26 de novembro de 2010.

### 2011
O quarto dia anual da loja de discos ocorreu no sábado, 16 de abril de 2011. O embaixador oficial do evento foi Ozzy Osbourne.  Mais de seiscentos artistas comemoraram o evento com apresentações em lojas, tornando-o o maior evento musical do gênero no mundo. Artistas que fizeram aparições em lojas incluem Beastie Boys, Foo Fighters, Duran Duran, My Chemical Romance, Wiz Khalifa, Todd Rundgren, Anvil, Del McCoury e a New Orleans Preservation Hall Jazz Band, Regina Spektor, Jack White e Jerry Lee Lewis, The dB's, The Raveonettes, TV on the Radio, Frightened Rabbit, Deftones, Chuck D, the Beach Boys, Al Jardine, Lonely Island e Josh Groban. A maioria dos lançamentos do ano foi limitada entre 300 e 7.000 cópias em todo o mundo. De acordo com a revista Billboard, o aumento de 182.000 unidades vendidas na semana em que o Record Store Day foi realizado foi atribuído diretamente ao sucesso do próprio evento. O filme oficial do evento foi "Sound It Out", um documentário de longa-metragem dirigido por Jeanie Finlay, documentando a loja Sound It Out Records em Stockton-on-Tees, a última loja de discos em Teesside. O filme estreou com aclamação da crítica no SxSW e teve sua estreia conjunta no SheffDocFest e no Festival Internacional de Cinema de Edimburgo. Durante o ano, também foi realizado o segundo Black Friday Record Store Day, em 25 de novembro de 2011. Além disso, este Record Store Day apresentou uma reedição exclusiva em vinil de 12" do single de estreia do New Order de 1981, "Ceremony", que incluía não apenas a música e seu lado B, "In a Lonely Place", mas também as gravações demo originais de 1980 dessas faixas da encarnação anterior do New Order, Joy Division. Este lançamento em particular foi significativo, pois marcou o primeiro lançamento oficial da gravação completa do Joy Division de "In a Lonely Place", que havia sido recuperada no início daquele ano.

### 2012
O quinto Record Store Day anual ocorreu no sábado, 21 de abril de 2012. O embaixador oficial do evento foi Iggy Pop. Mais de 400 lançamentos diferentes foram feitos para o dia. Para coincidir com o Record Store Day 2012, a Official Chart Company do Reino Unido lançou o Official Record Store Chart, uma parada musical semanal baseada exclusivamente nas vendas de lojas de discos independentes.  O gráfico foi lançado pela primeira vez em 20 de abril de 2012, véspera do Record Store Day 2012.  O programa de rádio CBC Day 6 apresentou um painel discutindo técnicas e sucessos no rastreamento de gravações de vinil obscuras. 

### 2013
Antes da edição de 2013, realizada em 20 de abril, o cofundador do Record Store Day, Michael Kurtz, foi premiado com uma Ordem das Artes e das Letras, por seu trabalho no Record Store Day, pelo governo francês.    O embaixador oficial foi Jack White, famoso pelo White Stripes e fundador da Third Man Records. O álbum Elephant do White Stripes foi relançado em uma edição limitada do LP duplo do 10º aniversário, consistindo em um disco colorido em preto e vermelho e um disco branco, o esquema tricolor característico da banda. 
Boards of Canada usou o RSD 2013 para lançar uma campanha de marketing viral para seu tão esperado álbum, Tomorrow's Harvest, quando um novo disco de vinil da banda foi colocado em uma loja de discos da cidade de Nova York para compra. O disco supostamente foi vendido no eBay por $ 5.700, mas o comprador acabou sendo uma fraude. Mais tarde, foi vendido em um leilão fechado por uma quantia não revelada.

### 2014

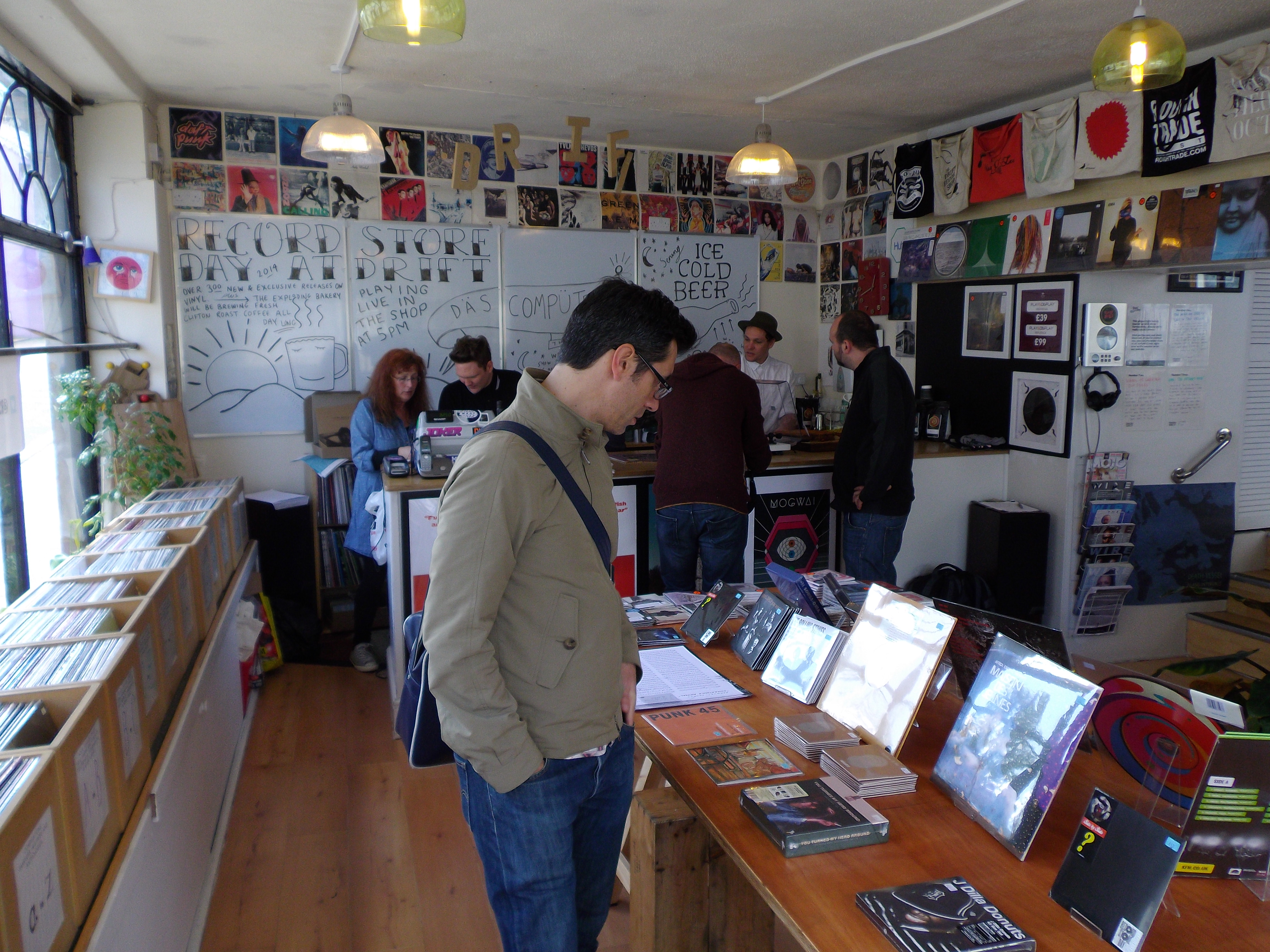
Record Store Day 2014 na Drift Records, Totnes, Inglaterra

O Record Store Day 2014 foi realizado em 19 de abril de 2014. O embaixador deste ano foi Chuck D. Lançamentos exclusivos no Reino Unido incluíram Little Richard e Coldplay, e nos Estados Unidos, Chvrches, Soundgarden, Joan Jett, The Yardbirds, Tears For Fears, Death Grips e Cage the Elephant.

### 2015
O Record Store Day 2015 foi realizado em 18 de abril de 2015. O embaixador deste evento foi Dave Grohl. Lançamentos exclusivos no Reino Unido incluíram Neal Hefti e Phil Collins; e nos EUA, Echosmith, The White Stripes, Twenty One Pilots, The Bee Gees, Foo Fighters, Buzzcocks, Taylor Swift e In This Moment. 

### 2016
Record Store Day 2016 ocorreu em 16 de abril de 2016. Tendo iniciado o primeiro Record Store Day com uma aparição na loja, o Metallica atuou como embaixador pela primeira vez este ano, marcando a ocasião com um álbum gravado ao vivo no Bataclan em Paris, com todo o dinheiro arrecadado indo para as vítimas do ataque terrorista no local em novembro anterior.  A banda também relançou seus dois primeiros álbuns, Kill 'Em All e Ride the Lightning,  para coincidir com o evento. Os lançamentos exclusivos incluíram álbuns de David Bowie, Bob Dylan, Johnny Cash, Madonna, Gerard Way, Patti Smith, Deftones, Frank Zappa e The Doors. 
O cantor Prince fez o que seria uma de suas últimas aparições públicas no Electric Fetus, em Minneapolis, para o Record Store Day. Uma imagem foi tirada por um comprador de Prince no balcão comprando os últimos CDs que ele compraria. Ele morreu cinco dias depois em seu estúdio/casa de uma overdose acidental de fentanil. A equipe de investigação policial tirou extensas fotos de sua propriedade no dia em que ele morreu, incluindo a pilha de CDs comprados na Electric Fetus. 

### 2017
O Record Store Day 2017 aconteceu no sábado, 22 de abril de 2017. A embaixadora do evento foi St. Vincent, tornando-a a primeira mulher embaixadora do Dia.   Foi a décima comemoração das lojas de discos independentes. Em uma rara ocorrência, os lançamentos especiais nos Estados Unidos incluíam um título clássico: uma gravação de 1967 do Concerto para violoncelo nº 2 de Shostakovich, publicado pela Warner Classics, prensado no estilo de um Roentgenizdat soviético. 'Live from Los Angeles' por Brandy Clark foi um dos lançamentos deste ano.

### 2018
O Record Store Day 2018 aconteceu no sábado, 21 de abril de 2018. Para comemorar, o The Alarm visitou lojas em Londres, Nova York e Los Angeles ao longo do dia.  Os lançamentos especiais incluíram álbuns de Prince, Ella Fitzgerald e Bruce Springsteen, entre outros. A BBC lançou duas trilhas sonoras de televisão com elenco completo dos seriados de Doctor Who, The Tomb of the Cybermen e City of Death, com obras de arte duplas recém-encomendadas.  Os embaixadores do evento foram Run The Jewels.

### 2019
Record Store Day 2019 aconteceu em 13 de abril. O Pearl Jam serviu como embaixadores e seu álbum MTV Unplugged teve um lançamento limitado para a celebração.  Os lançamentos especiais incluíram a primeira reedição do quarto álbum do Gorillaz, The Fall, pela primeira vez desde 2011 em vinil verde floresta translúcido; um picture disc de Bohemian Rhapsody: The Original Soundtrack; Cera Extra de KT Tunstall; um picture disc de canções de filmes de Peter Gabriel; "Chasing You", o primeiro single do álbum póstumo de J. J. Cale, Stay Around; Ao vivo! Woodstock '94, o 25º aniversário da apresentação do Green Day; Live at the Borderline 1991 por R.E.M.; e Imagine (Raw Studio Mixes) de John Lennon; entre outros títulos. Os exclusivos do Record Store Day 2019 incluíram reedições de Death Grips, Steroids (Crouching Tiger Hidden Gabber Megamix); Body Talk de Robyn; The Atlantic Singles 1967 de Aretha Franklin; e outros títulos. Record Store Day Black Friday foi em 29 de novembro.  
A Blind Owl Records de San Diego anunciou uma leitura de poesia no Vinyl Junkies Record Shack junto com a celebração do Record Store Day. A Blind Owl Records acredita que discos e livros se enquadram na mesma categoria de um objeto que você segura em suas mãos e aprecia; a poesia soa como música e a música soa como poesia. O livro lido foi Saturday Night Sage do escritor de North Park Noah Lekas, o livro deve ter "vislumbres do misticismo dos Doors, a verdade de Bob Dylan nas esquinas e as rapsódias punk de Patti Smith". 

### 2020
O Record Store Day 2020 estava programado para ocorrer em 18 de abril, mas foi adiado para 20 de junho devido à pandemia de COVID-19.  Em 29 de abril, foi anunciado que o Record Store Day seria adiado novamente e distribuído em três datas chamadas RSD Drops: 29 de agosto, 26 de setembro e 24 de outubro  Uma quarta data, RSD Black Friday, ocorreu em 27 de novembro. Os lançamentos planejados incluem o lançamento especial do 50º aniversário do primeiro álbum solo de Paul McCartney, McCartney, em uma edição limitada de vinil masterizado em meia velocidade. 

### 2021
O Record Store Day 2021 aconteceu, como RSD Drops, em duas datas: 12 de junho e 17 de julho, com Fred Armisen como Embaixador. Uma edição de outono "Black Friday" do Record Store Day 2021 ocorreu em 26 de novembro de 2021. 

### 2022
O Record Store Day anunciou Taylor Swift como sua primeira embaixadora global, para as comemorações de seu 15º aniversário, e ocorreu em 23 de abril de 2022.  Uma data de RSD Drops também ocorreu em 18 de junho de 2022 para lançar itens que estavam atrasados na produção ou não puderam ser feitos a tempo para o Record Store Day em abril.  RSD Black Friday ocorreu em 25 de novembro de 2022.

### 2023
O Record Store Day 2023 aconteceu no sábado, 22 de abril. Apresentava Jason Isbell e Amanda Shires como embaixadores  e incluía o lançamento exclusivo de Folklore: The Long Pond Studio Sessions de Taylor Swift em formato de vinil.  Tornou-se o primeiro vinil do Record Store Day a estrear no top 10 da Billboard 200. 